# Astragalus khunsarensis
Astragalus khunsarensis es una especie de planta del género Astragalus, de la familia de las leguminosas, orden Fabales.

## Distribución
Astragalus khunsarensis se distribuye por Irán.

## Taxonomía
Fue descrita científicamente por Zarre & Podlech. Fue publicada en Feddes Repert. 116(1-2): 68 (-69) (2005).